# Wladimir Pawlowitsch Miljutin

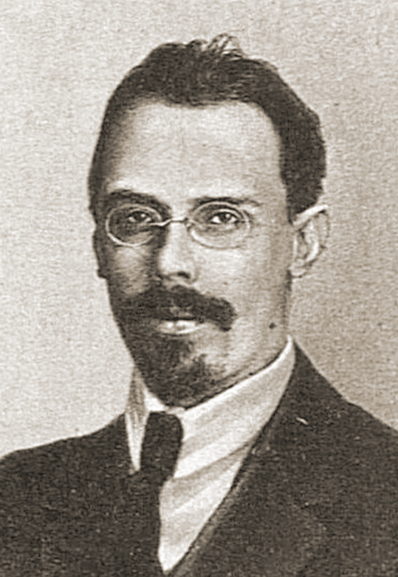
W. P. Miljutin

Wladimir Pawlowitsch Miljutin (russisch Владимир Павлович Милютин; * 5. November 1884; † 30. Oktober 1937 in Moskau) war ein bolschewistischer Führer und Leiter des russischen Volkskommissariats für Landwirtschaft im Jahr 1917.
Miljutin trat 1903 der SDAPR bei und schloss sich 1910 deren bolschewistischer Fraktion an. Er galt als Experte in der Bauernfrage. Während der Stalinschen Säuberungen wurde er verhaftet, zum Tode verurteilt und erschossen.